# Teplý Vrch
Teplý Vrch (in ungherese: Meleghegy) è un comune della Slovacchia facente parte del distretto di Rimavská Sobota, nella regione di Banská Bystrica.